# Vatica brevipes
Espèce
Classification phylogénétique
Statut de conservation UICN

 NT  : Quasi menacé
 Vatica brevipes est un grand arbre sempervirent endémique de Bornéo.

## Répartition
Confiné aux forêts mixtes de diptérocarps du Sarawak.

## Préservation
Menacée par la déforestation et l'exploitation forestière.